# زمین‌لرزه ۱۳۱۳ تالاررود مازندران
زمین‌لرزه تالاررود مازندران در تاریخ ۵ مارس ۱۹۳۵ میلادی، برابر با ‎۱۴ اسفند ۱۳۱۳، ساعت ۱۰:۲۷:۰۰ به زمان یوتی‌سی در مازندران رخ داد. بزرگی آن ۶ در مقیاس ریشتر اعلام شده‌است. زمین‌لرزه به وقت محلی در روز سه‌شنبه، ساعت ۱۳٫۵ روی داده و منطقه زمانی آن یوتی‌سی +۳٫۵ بوده‌است .
سازمان زمین‌شناسی آمریکا نیز جای این زمین‌لرزه را در مختصات ۳۶°۱۸′شمالی ۵۳°۱۸′شرقی / ۳۶٫۳°شمالی ۵۳٫۳°شرقی و بزرگی آنرا برابر با ۶ در مقیاس ریشتر اعلام کرده‌است. 
شمار کشتگان زلزله حدود ۶۰ نفر بوده‌است.